# Isabella Bossi Fedrigotti
Isabella Bossi Fedrigotti (Rovereto, 3 marzo 1948) è una giornalista e scrittrice italiana.

## Biografia
Figlia di Maria Margarethe Gräfin van der Straten-Ponthoz e del conte Federico Bossi Fedrigotti (dal quale ha ereditato coi fratelli una rinomata azienda vitivinicola), è vedova del cronista del Corriere della Sera Ettore Botti e madre di Vittorio ed Eduardo. Ha studiato a Milano, dove si è laureata in letteratura francese. Ha collaborato al Corriere della Sera scrivendo articoli culturali e di costume. Ha vissuto a Madrid dal 1993 al 1997.
Il suo esordio nella narrativa è stato col romanzo Amore mio, uccidi Garibaldi (1980), che raggiunge il secondo posto della classifica dei libri più venduti nelle prime settimane dalla pubblicazione. Nel 1983 è finalista al Premio Strega e riceve il Premio Selezione Campiello per il romanzo Casa di guerra. Nel 1991 vince il Premio Campiello con Di buona famiglia, da cui è stato tratto nel 2006 un adattamento teatrale, con protagoniste Anna Maria Guarnieri e Magda Mercatali. Un altro suo libro, Magazzino vita, del 1996, vince il Premio Letterario Basilicata.
Nel 2002 il romanzo Cari saluti è stato selezionato al Premio Pen Club italiano, mentre l'anno seguente la raccolta di racconti autobiografici La valigia del signor Budischowsky si aggiudica il Premio Settembrini.
Nel 2019 le è stato conferito il Premio della Fondazione Campiello alla carriera.

## Opere

### Romanzi
- Amore mio, uccidi Garibaldi, Longanesi, 1980. ISBN 88-304-0005-X
- Casa di guerra, Longanesi, 1983. ISBN 88-304-0063-7
- Diario di una dama di corte, Longanesi, 1984. ISBN 88-304-0365-2
- Di buona famiglia, Longanesi, 1991. ISBN 88-304-1005-5
- Magazzino vita, Longanesi, 1996. ISBN 88-304-1334-8
- Cari saluti, Rizzoli, 2001. ISBN 978-88-178-6836-5
- Il primo figlio, Rizzoli, 2008. ISBN 978-88-17-01762-6
- Gli altri e io, Bompiani, 2013. ISBN 978-88-45-19893-9[13]

### Racconti
- Il tuo gioco, in Il pozzo segreto. Cinquanta scrittrici italiane, Giunti, 1993.
- Arlecchino, in Mi riguarda, Edizioni Sandra Ozzola E/O, 1994.
- Lo scoppio della radio, in Tra le rughe. Storie di nonni che si fanno ricordare, Lint Editoriale, 1995.
- Il catalogo delle amiche, Rizzoli, 1998. ISBN 88-17-86004-2
- La Signorina, in Natale d’Autrice. Racconti d’Avvento al femminile, San Paolo Edizioni, 2002.[14]
- La valigia del signor Budischowsky, Rizzoli, 2003. ISBN 88-17-87161-3
- Via della Chiesa n. 5, in Strade, 2004.[15]
- Natale senza i tuoi. Con un'immagine di Guido Scarabottolo, Immaginazioni, 2009.
- Se la casa è vuota, Longanesi, 2010. ISBN 978-88-304-2785-3
- I vestiti delle donne, Barbera, 2012. ISBN 978-88-7899-533-8
- Organza arancione, Barney, 2014. ISBN 88-98-69324-9
- Quando il mondo era in ordine, Mondadori, 2015. ISBN 978-88-918-0305-4
- Batti cinque, è Natale, in Le rose di Natale. Scrittrici italiane raccontano, a cura di D. Rostellato, Novara, Interlinea, 2017.
- Tutti i miei uomini, Longanesi, 2021. ISBN 978-88-304-5531-3

### Varia
- Natale è...tradizioni e feste dal mondo, Mondadori, 1985.
- La fabbrica del Concilio, Fotogramma, 1992.
- Amore mio ti odio. Uomini e donne scrivono, Corriere della Sera, 2004.[16]
- Domani anch'io. Storie di ordinario successo, Egea, 2005.[17]
- Voci da Milano, Meravigli, 2012.[18]
- Felicità, con Benedetta Selene Zorzi, Il Margine, 2013.[19]
- Una statua per le Zigherane, in Io sono il Nordest. Voci di scrittrici per raccontare un territorio, a cura di Francesca Visentin, Rovigo, Apogeo Editore, 2016.
- Quei giorni senza tempo. Storie di sepsi dalla terapia intensiva, con Maurizio Cucchi, Stampa 2009, 2016 (seconda edizione 2019).